# Kian Egan
Kian John Francis Egan (født 29. april 1980 i Meath, Irland) er en irsk sanger og sangskriver. Han er mest kendt som medlem af boybandet Westlife, som blev dannet i 1998. Han var med til at danne gruppen.

Kian Egan blev opdaget sammen med Shane Filan og Mark Feehily igennem bandet IOU, som bestod af seks  mand. I 1998 blev Kian Egan og de to andre medlemmer opdaget og fik tilbuddet om at danne en ny gruppe. To andre medlemmer, Nicky Byrne og Brian McFadden blev medlem af bandet og gruppen blev døbt Westlife. Kian Egan blev solo i 2012 da gruppen blev opløst. 
Kian Egan har siden 2009 været gift med skuespiller Jodi Albert, med hvem han har børnene Zeke og Koa.